# Pholidogaster
Pholidogaster ('geschubde maag') is een geslacht van uitgestorven temnospondyle tetrapoden dat leefde tijdens het Midden-Carboon (Laat-Viséen tot Vroeg-Serpukhovien). De enige soort uit het geslacht, Pholidogaster pisciformes had een zeer lang en slank lichaam, met kleine en zwakke ledematen. Deze korte poten waren niet geschikt voor een leven op het land.
De schouderstructuur is verder naar achteren dan gebruikelijk. Er zijn buikschubben aanwezig (vandaar de naam), wat suggereert dat hij tijdens zijn leven niet alleen zwom, maar ook over harde oppervlakken krabbelde. De structuur van de kaak is niet duidelijk, aangezien de kaakbotten van beide exemplaren niet goed bewaard zijn gebleven. Er zijn echter grote hoektanden voor in de mond, vermoedelijk gebruikt bij de jacht. Het was een klein tot middelgroot dier van ongeveer een meter lang. Door zijn lange lichaam kon hij waarschijnlijk goed zwemmen en aan zijn kop en tanden kon men zien, dat het een roofdier was.
Pholidogaster is bekend van slechts twee exemplaren, gevonden in Gilmerton, Schotland. Historisch gezien was het een van de eersten die de wetenschap de evolutionaire link toonde tussen vissen en amfibieën.

## Vondsten
Fossielen van dit dier werden gevonden in Schotland.